# Wojciech Skibicki
Wojciech Skibicki (ur. 23 maja 1970 w Skrwilnie) – polski duchowny rzymskokatolicki, doktor nauk teologicznych, biskup pomocniczy elbląski od 2019.

## Życiorys
Urodził się 23 maja 1970 w Skrwilnie w rodzinie Józefa i Lucyny z domu Pilśniak. Kształcił się w Liceum Ogólnokształcącym w Malborku, gdzie w 1989 złożył egzamin dojrzałości. W 1989 rozpoczął formację w seminarium duchownym „Hosianum” w Olsztynie, po reorganizacji podziału administracyjnego Kościoła katolickiego w Polsce w 1992 kontynuował przygotowania do kapłaństwa w nowo utworzonym Wyższym Seminarium Duchownym Diecezji Elbląskiej w Elblągu. Posługę akolity przyjął w nowej diecezji 27 lutego 1993 z rąk Andrzeja Śliwińskiego, biskupa diecezjalnego elbląskiego. Święceń diakonatu udzielił mu 10 czerwca 1994 biskup pomocniczy elbląski Józef Wysocki. Wyświęcony na prezbitera 10 czerwca 1995 w Elblągu przez Andrzeja Śliwińskiego. Inkardynowany został do diecezji elbląskiej. Magisterium uzyskał w Akademii Teologii Katolickiej w Warszawie. W latach 1997–2000 kontynuował studia w zakresie liturgiki na Katolickim Uniwersytecie Lubelskim. W 2003 na tamtejszym Wydziale Teologii uzyskał doktorat z nauk teologicznych na podstawie dysertacji Instytucja katechumenatu dorosłych w praktyce duszpasterskiej diecezji polskich. Poszerzał wykształcenie w Studium Poradnictwa Psychologicznego i Psychoterapii dla Duchowieństwa na Katolickim Uniwersytecie Lubelskim w latach 1999–2001 oraz w Szkole Wychowawców Seminariów Duchownych Diecezjalnych i Zakonnych w Centrum Formacji Duchowej Salwatorianów w Krakowie w latach 2011–2013.
W latach 1995–1996 był wikariuszem w parafii Świętej Rodziny w Elblągu. W latach 1996–1997 i 2003–2010 pełnił funkcję sekretarza i kapelana biskupa elbląskiego. W latach 2006–2015 był korespondentem Katolickiej Agencji Informacyjnej z diecezji elbląskiej, a w latach 2009–2019 rzecznikiem prasowym kurii. W latach 2015–2019 pełnił funkcję delegata biskupa ds. ochrony małoletnich, a w 2016 został delegatem biskupa ds. indywidualnych form życia konsekrowanego. W 2016 objął stanowisko dyrektora wydziału nauki katolickiej kurii diecezjalnej. Został dyrektorem diecezjalnego ośrodka formacji diakonów stałych. Zasiadł w radzie kapłańskiej i kolegium konsultorów, a także w radzie kurialnej i radzie ds. personalnych. W ramach synodu diecezjalnego wszedł w skład komisji głównej, a także został przewodniczącym zespołu pobożności ludowej i formacji liturgicznej. W 2014 został ustanowiony kanonikiem rzeczywistym Kapituły Katedralnej Elbląskiej.
Objął wykłady z liturgiki w seminariach duchownych w Elblągu i Pieniężnie. W latach 2004–2016 piastował stanowisko wicerektora Wyższego Seminarium Duchownego w Elblągu.
14 lutego 2019 papież Franciszek mianował go biskupem pomocniczym diecezji elbląskiej ze stolicą tytularną Casae Nigrae. Święcenia biskupie otrzymał 6 kwietnia 2019 w katedrze św. Mikołaja w Elblągu. Głównym konsekratorem był biskup diecezjalny elbląski Jacek Jezierski, zaś współkonsekratorami arcybiskup Salvatore Pennacchio, nuncjusz apostolski w Polsce, i Józef Górzyński, arcybiskup metropolita warmiński. Jako zawołanie biskupie przyjął słowa Ewangelia źródłem radości. W diecezji objął urząd wikariusza generalnego i dyrektora wydziału katechetycznego kurii diecezjalnej.
W Konferencji Episkopatu Polski został członkiem Komisji Duchowieństwa.